# Elektrety foliowe
Elektrety foliowe – elektrety z cienkich folii polimerowych, w których zgromadzono ładunki o dużej gęstości przez implantowanie ich z zewnętrznych źródeł.

## Wytwarzanie elektretów foliowych
Ładowanie elektronami

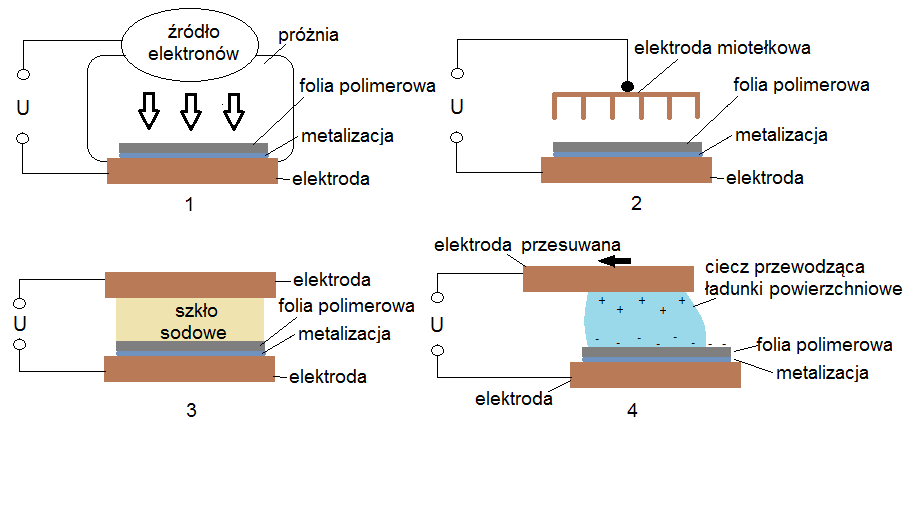
Przykłady sposobów wytwarzania elektretów foliowych: 1. Poprzez ładowanie elektronami, 2. Metodą wyładowania koronowego, 3. Metodą przebiciową, 4. Metodą cieczową

Najprostszą metodą otrzymywania elektretów foliowych jest ładowanie folii w próżni wiązką elektronów o energiach rzędu kilkudziesięciu keV. Ładunek na powierzchni elektretu zależy od: czasu bombardowania, natężenia wiązki oraz od energii elektronów. Metodą tą można zgromadzić w dielektryku bardzo dużą gęstość ładunku; jedynym ograniczeniem gęstości są przebicia.
Metoda wyładowania koronowego
Elektrety foliowe o dużej gęstości ładunku uzyskać można wykorzystując wyładowanie koronowe w powietrzu. Powierzchnia dielektryka bombardowana jest elektronami oraz różnymi jonami ujemnymi. Elektrony wnikają do dielektryka na pewną głębokość, natomiast jony ujemne rekombinują, wywołując zmiany chemiczne na powierzchni dielektryka. Elektrety otrzymane w ten sposób mają dużą gęstość ładunku ujemnego stabilnego w czasie.
Metoda przebiciowa
W tej metodzie folia dielektryka umieszczona zostaje pomiędzy elektrodami (w celu stabilizacji procesów przebiciowych jedna elektroda musi być elektrodą o dużym oporze), do których przyłożone jest duże napięcie elektryczne. Gęstość ładunku wytworzonego tą metodą zależy zarówno od czasu polaryzacji jak i od przyłożonego napięcia. Stabilność natomiast jest porównywalna do elektretów wytworzonych poprzez ładowanie elektronami.
Metoda cieczowa
Za pomocą metody cieczowej elektrety foliowe otrzymuje się poprzez przekazywanie ładunku do dielektryka z elektrody cieczowej o dużej przewodności elektrycznej. Na powierzchni folii gromadzi się ładunek o dużej gęstości, który następnie zostaje wprowadzony w głąb dielektryka w procesie starzenia. Otrzymuje się w ten sposób elektrety o dużej gęstości ładunku i dużej jego jednorodności.

## Starzenie elektretów foliowych
W procesie starzenia elektretów foliowych, poprzez wygrzanie elektretu, ładunek zgromadzony blisko powierzchni dielektryka można wprowadzić w jego głąb. Dzięki temu procesowi zmniejsza się efektywna gęstość powierzchniowa ładunku elektretu; ładunek pozostały wykazuje większą stabilność czasową. Jest to korzystne, gdyż elektrety wyprodukowane za pomocą tych czterech podstawowych metod mają napięcie rzędu 1000 V, a do zastosowań praktycznych potrzebne są elektrety o napięciu dziesięciokrotnie mniejszym.

## Zastosowania
Elektrety foliowe stosuje się w: mikrofonach elektretowych, przetwornikach elektroakustycznych i elektromechanicznych oraz w filtrach elektrostatycznych.